# SV Brackel 06
Der SV Brackel 06 (offiziell: Sportverein Brackel 06 e. V.) ist ein Sportverein aus dem Dortmunder Stadtteil Brackel. Die erste Fußballmannschaft der Frauen nahm dreimal am DFB-Pokal teil und spielte 14 Jahre lang in der Regionalliga West. Die erste Fußballmannschaft der Männer spielte zwei Jahre in der höchsten westfälischen Amateurliga.

## Geschichte
Der Verein wurde im Jahre 1906 als FC Viktoria Brackel bei Dortmund gegründet. Drei Jahre später folgte der FC Fortuna 09 Brackel. Dieser fusionierte im Mai 1920 mit dem Brackeler TV Turnklub zum Turn- und Sportklub Dortmund-Brackel. Nach rund eineinhalb Jahren wurde die Fusion wieder gelöst. Im Februar 1922 fusionierte der FC Viktoria und der FC Fortuna zum heutigen SV Brackel 06. Nach dem Ende des Zweiten Weltkrieges schlossen sich Brackeler mit einigen namentlich nicht bekannten Nachbarvereinen zum Turn- und Sportverein Freiheit zusammen. Schon im Februar 1946 spaltete sich der SV Brackel 06 wieder ab.

### Frauenfußball
Im Juli 1975 trat die komplette Frauenmannschaft des TSC Eintracht Dortmund nach jahrelang vereinsinternen Querelen zum SV Brackel 06 über. 1986 schaffte die Mannschaft den Aufstieg in die seinerzeit erstklassige Regionalliga West und traf dort auf namhafte Vereine wie dem Rekordmeister SSG 09 Bergisch Gladbach oder den späteren Bundesligisten TSV Siegen oder KBC Duisburg. In der Regionalliga kämpfte die Mannschaft zumeist gegen den Abstieg und verpasste im Jahre 1990 die Qualifikation für die neu geschaffene Bundesliga deutlich. Vier Jahre später wurden die Brackelerinnen Vizemeister hinter der SG Wattenscheid 09.
Damit erreichte die Mannschaft die Qualifikationsspiele um den Einzug in die Aufstiegsrunde zur Bundesliga, wo Brackel auf den Hamburger Verein FTSV Lorbeer Rothenburgsort getroffen wäre. Der SV Brackel 06 verzichtete jedoch aus finanziellen Gründen auf die Teilnahme. In den folgenden Jahren pendelte die Mannschaft wieder zwischen Mittelmaß und Abstiegskampf und stieg im Jahre 2000 als Tabellenletzter in die Verbandsliga Westfalen ab, ehe die Mannschaft aufgelöst wurde. Erst im Jahre 2010 konnte wieder eine Frauenmannschaft gemeldet werden, die in der Dortmunder Kreisliga B spielt.
Im Jahre 1996 gewannen die Brackelerinnen den Westfalenpokal und erreichten fünf weitere Male das Endspiel. Bei der ersten DFB-Pokalteilnahme in der Saison 1993/94 sorgte die Mannschaft durch den 2:0-Erstrundensieg über den Bundesligisten KBC Duisburg für eine Überraschung. Das Aus folgte in Runde zwei nach einem 0:9 gegen den TSV Siegen. Ein Jahr später verlor die Mannschaft in Runde eins deutlich mit 1:10 gegen den Bundesligisten Grün-Weiß Brauweiler. Die letzte DFB-Pokalteilnahme war in der Saison 1996/97, wo der SVB in der ersten Runde dem FC Rumeln-Kaldenhausen mit 0:8 unterlag.

### Männerfußball
Die Männermannschaft des SV Brackel 06 schaffte im Jahre 1955 nach einem 2:1-Entscheidungsspielsieg über Alemannia Dortmund den Aufstieg in die Landesliga Westfalen, die seinerzeit die höchste westfälische Amateurliga war. In der folgenden Spielzeit wurde die Mannschaft nur Vorletzter, verblieb aber wegen der Einführung der Verbandsliga Westfalen in der Landesliga. Im Jahre 1958 folgte der Abstieg in die Bezirksklasse und später der in die Kreisklasse. Erst 1981 gelang der Wiederaufstieg, ehe die Brackeler im Jahre 2000 in die Landesliga zurückkehrten. Dort musste die Mannschaft prompt wieder absteigen und es begann eine langjährige Bezirksligaära. Im Jahre 2013 gelang den Männern des SV Brackel 06 der Aufstieg in die Landesliga, dem zwei Jahre später der Sprung in die Westfalenliga folgte. 2018 stiegen die Brackeler wieder in die Landesliga ab.

## Persönlichkeiten
- Beate Henkel, ehemalige Nationalspielerin
- Melanie Schmacher, U-20-Nationalspielerin
- Claudia Sonn, später deutsche Nationalspielerin